# Axel Ekelund (konstnär)
Inge Axel Werner Ekelund, även känd som Acke W Ekelund född 17 november 1919 i Landskrona, död 19 december 1989 i Sofielunds församling, Malmö, var en svensk målare.
Han var son till konsertmästare Herbert Ekelund och Ester Carlsson. Ekelund studerade vid Tekniska yrkesskolan och vid Skånska målarskolan 1947–1948, danska konstakademien i Köpenhamn 1950–1952 samt vid Académie de la Grande Chaumière i Paris och under studieresor till Norge, Frankrike och Holland. Han medverkade i utställningar med Skånes konstförening, Sveriges allmänna konstförening, Helsingborgs konstförening och Klippans konstförening och under en följd av år i Nationalmuseums utställning Unga tecknare. Han bildade tillsammans med konstnärerna Yngve Sebastian Ohlsson, Haries Lager och Bengt Pettersson konstnärsgruppen Grupp K. Hans konst består av stilleben, naket, porträtt och landskapsmålningar´ med motiv från Skåne och Halland i form av oljemålningar, teckningar samt grafik.